# Alexandra Fričová
Alexandra Fričová (* 16. Oktober 2004) ist eine slowakische Volleyballspielerin.

## Leben
Alexandra Fričová ist die jüngere Schwester von Karolína Fričová, welche ebenfalls im Volleyball aktiv ist. Sie studiert Journalismus und arbeitet seit März 2024 mit Sportnet, dem Sportportal der SME, zusammen. Für dieses führte sie zum Beispiel Interviews mit Michal Mašek, Miroslav Čada und Karin Palgutová.

## Karriere

### Vereinskarriere
Alexandra Fričová begann ihre Karriere in der slowakischen Hauptstadt Bratislava und stieg zur Saison 2018/19 in die erste Mannschaft vom VK Slávia EU Bratislava auf und gab bereits in dieser Saison im Alter von 14 Jahren ihr Debüt in der Extraliga, der höchsten Liga im slowakischen Frauenvolleyball. Bis zur Saison 2023/24 spielte sie für den slowakischen Rekordmeister und wurde viermal slowakische Meisterin und einmal Pokalsiegerin 1. Zwischen 2019 und 2022 spielte Alexandra Fričová zudem mit einem Zweitspielrecht für RD SVK 2002 bzw. Projekt RD SVF, das Jugendprojekt von der Slovenská volejbalová federácia, in der Extraliga.
Nachdem Alexandra Fričová die Saison 2023/24 aufgrund einer schweren Verletzung verpasst hatte, schloss sie sich zur darauffolgenden Saison dem Stadtrivalen VKP Bratislava an.

### Nationalmannschaftskarriere
Alexandra Fričová durchlief die Jugendnationalmannschaften der Slowakei und nahm mit den Teams auch an verschiedenen Endrunden teil. Im Jahr 2023 debütierte sie unter Trainer Michal Mašek in der Nationalmannschaft und gab ihr Pflichtspieldebüt bei dem 3:1-Sieg gegen Rumänien in der European Golden League am 27. Mai 2023. Insgesamt absolvierte sie bisher (Stand: 14. Dezember 2024) vier Spiele für ihr Land.